# Balota (okręg Vâlcea)
Balota – wieś w Rumunii, w okręgu Vâlcea, w gminie Racovița. W 2011 roku liczyła 475 mieszkańców.